# Parvis de la Défense
A Parvis de la Défense egy tér Puteaux-ban, a párizsi La Défense kerület szívében található, a Nagy Boltív alatti teret alkotja. (A francia „parvis” szó jelentése középület előtti köztér, előtér, templomudvar).
Téglalap alakú, hosszában követi a történelmi párizsi tengely tájolását, amelyből körülbelül 300 méteres szakaszt foglal el; Párizsból a Place de la Défense (keletre) előzi meg, a perspektívát pedig a Grande Arche (nyugatra) terjeszti ki. Szélességében több mint 120 méter az északi CNIT és a déli Quatre Temps bevásárlóközpont között. Összességében 3,6 hektár területtel rendelkezik.